# Герике, Отто фон
О́тто фон Ге́рике (нем. Otto von Guericke; 1602, Магдебург — 1686, Гамбург) — немецкий физик, инженер и философ.
Учился правоведению, математике и механике в Лейпциге, Йене и Лейдене. Некоторое время служил инженером в Швеции. С 1646 года — бургомистр Магдебурга. В 1650 году изобрёл вакуумную откачку и применил своё изобретение для изучения свойств вакуума и роли воздуха в процессе горения и дыхания человека. В 1654 году провёл известный эксперимент с магдебургскими полушариями, который доказал наличие давления воздуха; установил упругость и весомость воздуха, способность поддерживать горение, проводить звук.
В 1657 году изобрел водяной барометр, с помощью которого в 1660 году предсказал надвигающуюся бурю за 2 часа до её появления. Таким образом, Отто фон Герике вошёл в историю как один из первых метеорологов.
В 1663 году изобрёл один из первых электростатических генераторов, производящих электричество трением — шар из серы, натираемый руками. В 1672 году обнаружил, что заряженный шар потрескивает и светится в темноте (первым наблюдал электролюминесценцию). Кроме того, им было обнаружено свойство электрического отталкивания однополярно заряженных предметов.

## Жизнеописание

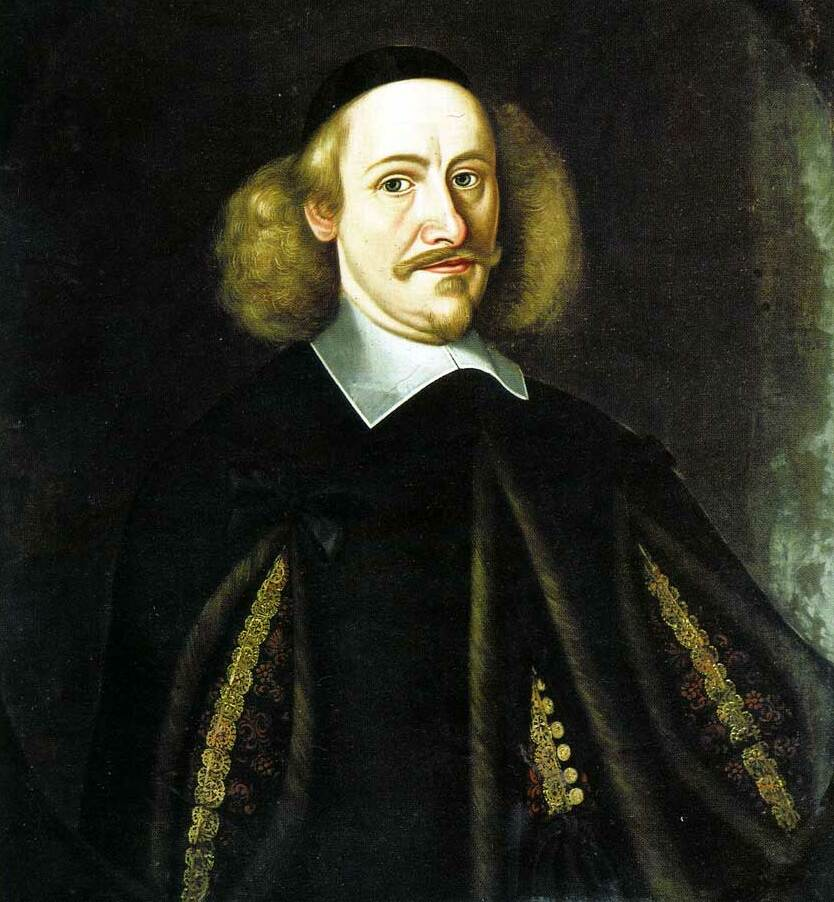
Отто фон Герике. Портрет маслом работы Анзельма ван Хулле

Отто фон Герике родился в семье зажиточных магдебургских горожан. В 1617 году поступил на факультет свободных искусств Лейпцигского университета, но в 1619 году, в связи с началом Тридцатилетней войны, вынужден был перейти в Хельмштедтский университет, где проучился несколько недель. Потом с 1621 по 1623 год штудировал юриспруденцию в Йенском университете, а с 1623 по 1624 год изучал точные науки и фортификационное искусство в Лейденском университете. Закончил своё обучение девятимесячным образовательным путешествием в Англию и Францию. В ноябре 1625 года вернулся в Магдебург, а в следующем году женился на Маргарите Алеманн и был избран в коллегиальный совет городского магистрата, членом которой оставался до преклонного возраста. Как чиновник, отвечал за строительство, а в 1629 и 1630—1631 годах — ещё и за оборону города.
Хоть сам Герике не разделял симпатий жителей Магдебурга к шведскому королю-протестанту Густаву II Адольфу, когда в мае войска Католической лиги под предводительством Иоганна Церкласа Тилли взяли штурмом и уничтожили город, он потерял своё имущество и, чуть не погибнув, оказался в плену под Фермерслебеном. Оттуда благодаря посредничеству князя Людвига Ангальт-Кётенского его выкупили за триста талеров. Переехав с семьёй в Эрфурт, Герике стал фортификационным инженером на службе у Густава II Адольфа (находился на должности до 1636 года).
В феврале 1632 года вся семья Герике вернулась в Магдебург. Следующие десять лет фон Герике осуществлял восстановление города, уничтоженного пожаром в 1631 году. Отстроил также и своё жильё. При шведской, а с 1636 года — саксонской власти он принимал участие в общественных делах Магдебурга. В 1641 году стал городским казначеем, а в 1646 году — бургомистром. Эту должность он занимал тридцать лет. В сентябре 1642 года Герике начал довольно опасную и скользкую дипломатическую деятельность (продолжалась до 1663 года), поехав ко двору саксонского курфюрста в Дрездене, чтобы там добиваться смягчения жесткого саксонского военного режима в Магдебурге. Принимал участие, в частности, в заключении Вестфальского мира, в работе Конгрессе по исполнению мира в Нюрнберге (1649—1650) и в роспуске Регенсбургского райхстага (1653—1654). На этом роспуске совпали научные и дипломатические интересы Герике. По приглашению он показал несколько своих экспериментов перед высшими сановниками Священной Римской империи, один из которых, архиепископ Иоганн Филипп фон Шёнборн, купил один из аппаратов Герике и направил в иезуитский коллегиум в Вюрцбурге. Профессор философии и математики этого заведения Каспар Шотт заинтересовался новинкой и с 1656 года стал регулярно переписываться с Отто фон Герике. В результате тот впервые опубликовал свою научную работу в приложении к книге Шотта Mechanica Hydraulico-pneumatica, вышедшей в 1657 году. В 1664 году Шотт выпустил в Вюрцбурге книгу Techica curiosa, которая содержала информацию об опытах Герике. За год до того сам Герике приготовил к печати рукопись своего фундаментального труда — Experimenta Nova (ut vocantur) Magdeburgica de Vacuo Spatio, но в печать она вышла в 1672 году в Амстердаме.
В 1652 году (через семь лет после смерти первой жены) он женился на Доротее Лентке, дочери своего коллеги на службе — Штеффана Лентке, и имел от неё троих детей: дочь Анну Катарину и сыновей — Ганса Отто и Якоба Кристофа. 4 января 1666 года кайзер Леопольд I пожаловал учёному дворянский титул.
В 1660-е годы стало очевидно, что не удастся достичь цели, ради которой Герике посвятил двадцать лет дипломатической работы, — добиться для Магдебурга статуса вольного города в пределах Священной Римской империи. В 1666 году вынужден был подписать Клостербергское соглашение, согласно которому Магдебург принимал гарнизон бранденбургских солдат и платил налоги Фридриху Вильгельму I. Хоть этот великий курфюрст не дал осуществиться политическим амбициям магдебуржцев, отношения между ним и Герике были довольно тёплые. Правитель Бранденбурга был меценат и поддерживал развитие науки. Взял Ганса Отто Герике служить бранденбургским представителем в Гамбурге, а самого Отто Герике в 1666 году ввёл в состав советников Бранденбурга.
В 1676 году Отто Герике по состоянию здоровья отказался от должности бургомистра, и только в 1678 году магистрат согласился с этим отказом и объявил его пенсионером (лат. pro emerito). В январе 1681 года, под предлогом того, что Магдебургу грозит эпидемия чумы, Герике с женой Доротеей перебрался к сыну — Гансу Отто, который жил в Гамбурге. Там выдающийся учёный умер 11 мая 1686 года. 23 мая его похоронили в Магдебурге, в церкви святого Ульриха, а 2 июля того же года перезахоронили в магдебургской церкви святого Иоанна, в склепе Алеманнов — Герике. Во времена наполеоновских войн в церкви устроили лазарет и склеп устранили. Тело Герике перезахоронили возле городских ворот. В начале 2000-х годов склеп жены был найден в церкви святого Иоанна.

## Научная деятельность

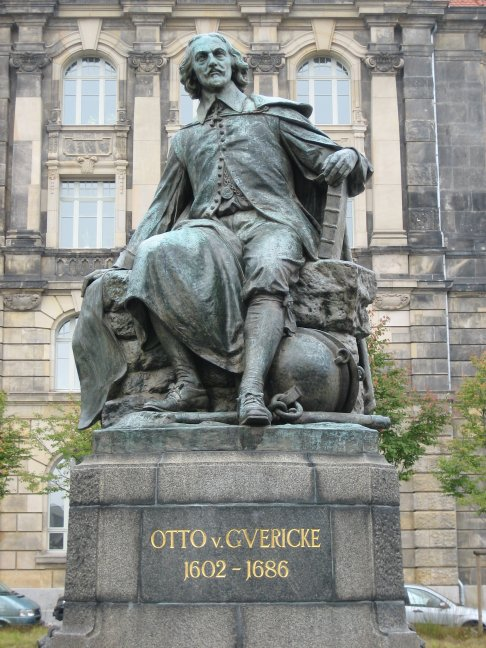
Памятник Отто фон Герике в Магдебурге

Невзирая на явную наклонность к научным занятиям, Отто фон Герике никогда не уклонялся от возлагаемых на него его родным городом гражданских обязанностей и, приняв на себя почётную должность бургомистра города Магдебурга в смутное для страны время, был принуждён постоянно отлучаться для исполнения дипломатических поручений. Учитывая, что в этой хлопотливой должности он состоял 32 года, до этого ещё побывав в плену, на военной службе, и занимался постройкой укреплений и мостов, то нельзя не удивиться той настойчивости, с которой он в свободные дни и часы предавался любимым занятиям физикой и такому значительному числу изобретений и новых опытов, которыми он обогатил науку и подробное описание которых оставил в своей знаменитой книге: «Ottonis de Guericke Experimenta Nova (ut vocantur) Magdeburgica».
Как физик, Герике был прежде всего экспериментатором, вполне понимавшим научное значение опыта, что в его время можно считать
признаком гениальности. В XVII веке ещё очень трудно было отрешится от схоластического направления, так долго господствовавшего в науке и приучить свой ум к самостоятельной оценке наблюдаемых явлений. Между учёными лишь немногие могли сказать как Герике:
Философы, которые держатся исключительно за свои умозрения и аргументы, оставляя в стороне опыт, никогда не могут прийти к достоверным и справедливым выводам относительно явлений внешнего мира, и мы видим немало примеров, что человеческий разум, когда он не обращает внимания на результаты, добытые опытом, оказывается от истины дальше, чем Земля от Солнца.

### Эксперименты с вакуумом
Не зная ещё ничего об изобретении ртутного барометра (1643 год) и о так называемой торричеллиевой пустоте, Герике настойчиво стремился разрушить путём опыта старинный философский спор о пустом пространстве. И вот, около 1650 года, результатом этой настойчивости стало изобретение воздушного насоса.

#### Воздушный насос

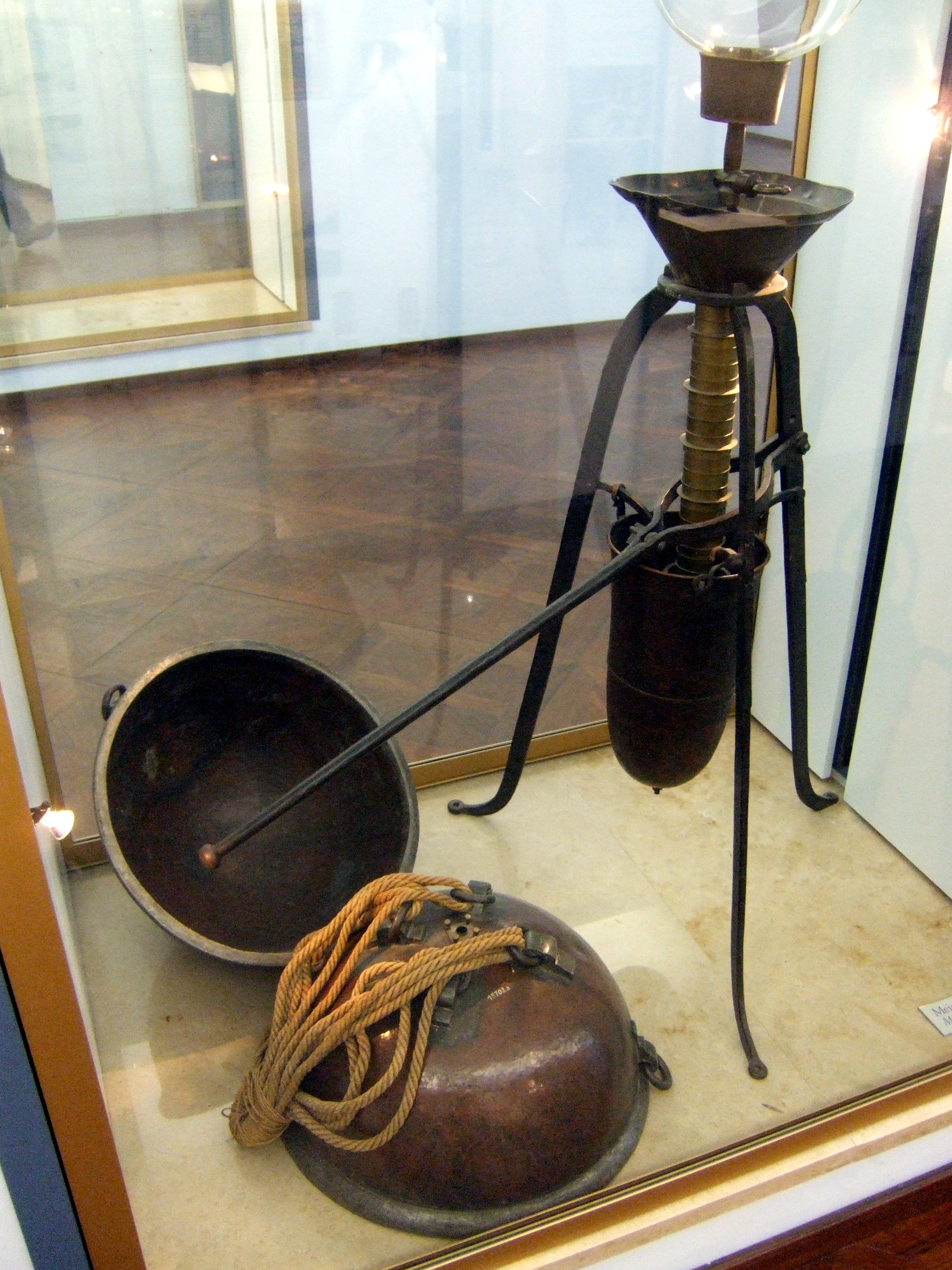
Оригинальные Магдебургские полушария и вакуумный насос в экспозии Немецкого музея Мюнхена

Герике сначала не считал возможным выкачивать воздух непосредственно и хотел образовать пустое пространство в герметически закрытой бочке посредством удаления наполнявшей её воды. С этой целью он ко дну бочки приделал насос, думая, что только при таком расположении прибора вода будет следовать за поршнем насоса вследствие своей тяжести. Отсюда видим, что вначале у Герике не было ещё определённого понятия об атмосферном давлении и вообще об упругости воздуха. Когда эта первая попытка не удалась, так как в образующуюся пустоту сквозь щели и поры бочки проникал с шипением наружный воздух, Герике попробовал поместить свою бочку в другую, тоже наполненную водой, предполагая этим способом предохранить пустоту от устремляющегося в неё воздуха снаружи. Но и на этот раз опыт оказался неудачным, так как вода из наружной бочки под влиянием атмосферного давления протекала сквозь поры во внутреннюю и наполняла пустоту. Тогда, наконец, Герике решился приложить насос к непосредственному выкачиванию воздуха из медного шарообразного сосуда, все ещё придерживаясь своего ложного предположения, что и воздух, подобно воде, может следовать за поршнем насоса только благодаря своей тяжести, поэтому и теперь насос был привинчен внизу сосуда и расположен вертикально. Результат выкачивания был совсем неожиданным и напугал всех присутствующих: медный шар не выдержал внешнего давления и с треском был скомкан и сплюснут. Это заставило Герике приготовлять для следующих опытов резервуары более прочные и более правильной формы. Неудобное расположение насоса вскоре принудило Герике устроить специальный для всего прибора треножник и приделать к поршню рычаг; таким образом был устроен первый воздушный насос, названный автором Antlia pneumatica. Конечно, прибор был ещё очень далек от совершенства и требовал не менее трёх человек для манипуляций с поршнем и кранами, погружёнными в воду, для лучшей изоляции образующейся пустоты от наружного воздуха.
Роберт Бойль, внесший в пневматическую машину значительные усовершенствования, считал Отто фон Герике её настоящим изобретателем. И хотя Герике в начале своих исследований ошибочно истолковывал действие своего прибора (тяжестью, а не упругостью воздуха, заключенного в резервуар), тем не менее он, по-видимому, хорошо понимал невозможность достижения при посредстве воздушного насоса абсолютной пустоты.
Герике следует считать изобретателем только воздушного разрежающего насоса: нагнетательные насосы были известны ещё в древности, и их изобретение приписывается Ктезибию, жившему во II веке до н. э. в Александрии. Духовые ружья тоже были уже известны Герике, однако к понятию об упругости воздуха он пришёл только после устройства своего насоса, на основании многих опытов. Очевидно, вопрос этот, столь элементарный сегодня, для того времени нужно считать одним из самых трудных, и установление закона Бойля — Мариотта около 1676 года — одним из самых важных завоеваний человеческого ума того времени.
Опыты, которые Герике показывал публично со своими воздушными насосами, доставили ему громкую известность. Различные высокопоставленные лица нарочно заезжали в Магдебург, чтобы лично убедиться в справедливости всех этих новинок. Общеизвестный опыт с магдебургскими полушариями был показан в 1654 году в Регенсбурге во время Рейхстага. Опыт доказал наличие давления воздуха. Другие из его пневматических опытов и поныне повторяются на школьных уроках физики и описаны в учебниках.

#### Другие эксперименты с вакуумом

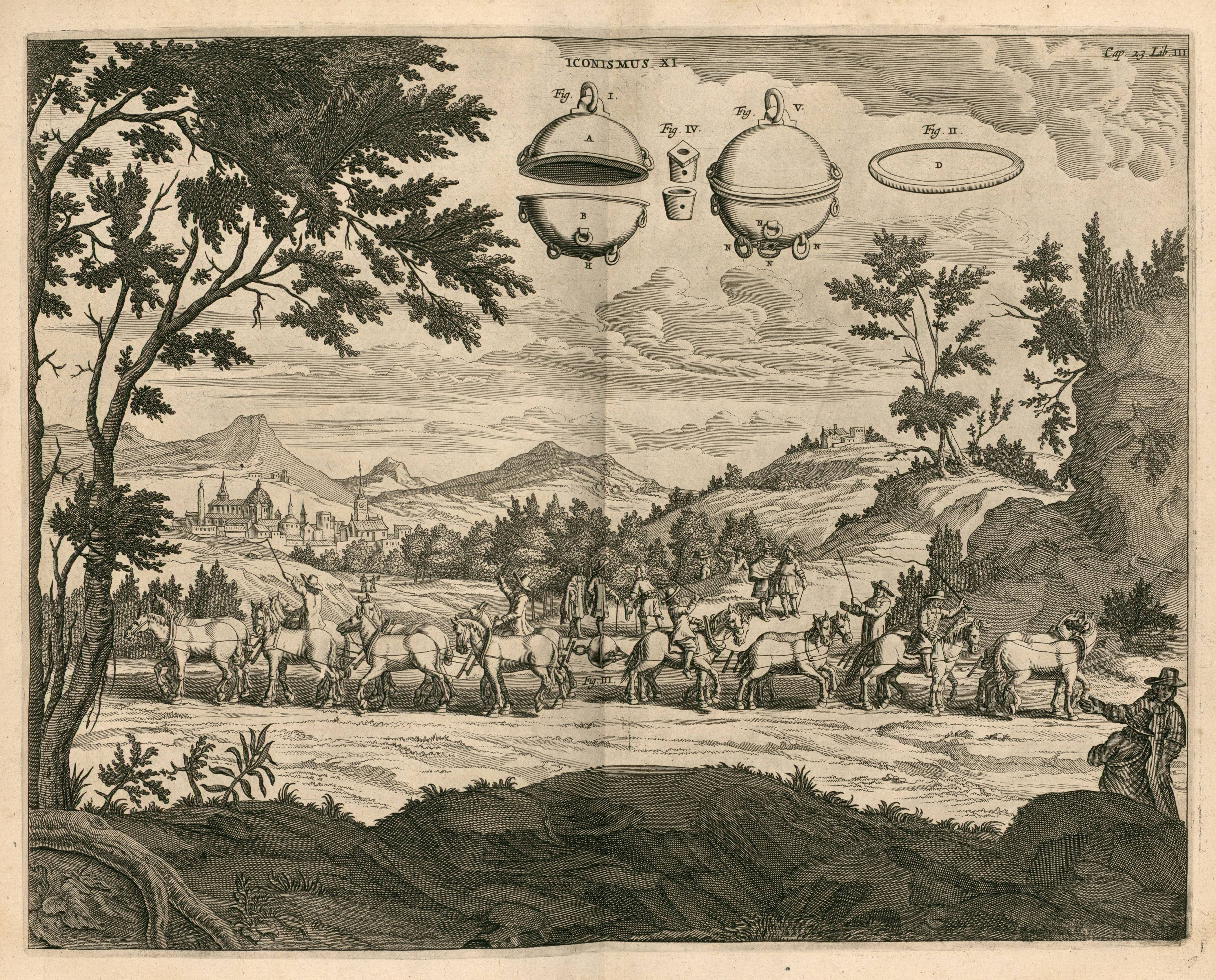
Магдебургский эксперимент

Один из опытов Герике заключался в следующем: шар, наполненный воздухом, и другой, из которого воздух был предварительно выкачан, сообщались посредством трубки; тогда воздух из первого шара входил в пустой шар с такой стремительной скоростью, что показывало Герике сходство этого явления с земными бурями.
Опыт с плотно завязанным бычьим пузырём, который разбухает и наконец разрывается под колоколом пневматической машины, был тоже тогда придуман для демонстрации упругости воздуха. Уяснив себе раз эти явления упругости, Герике быстрыми шагами пошёл дальше, и его выводы всегда отличались строго логической последовательностью. Вскоре он стал доказывать, что так как воздух имеет вес, то атмосфера сама на себя производит давление, и нижние слои воздуха при поверхности Земли, как наиболее сжатые, должны быть наиболее плотными. Для наглядной демонстрации этого различия упругости он придумал следующий прекрасный опыт: шар, наполненный воздухом, запирался при помощи крана и переносился на высокую башню; там при открытии крана замечалось, что часть воздуха выходит из шара наружу; наоборот, если шар был наполнен воздухом и заперт на высоте, а потом перенесён вниз, то воздух при открытии крана устремлялся внутрь шара. Герике очень хорошо понимал, что необходимым условием убедительности этого опыта было постоянство температуры, и он заботился о том, чтобы переносимый с воздухом шар был «одинаково нагрет как внизу, так и на вершине башни». На основании подобных опытов он пришёл к выводу, что «вес известного объёма воздуха представляет собою нечто весьма относительное», так как вес этот находится в зависимости от высоты над поверхностью Земли. Результатом всех этих соображений было устройство «манометра», то есть «прибора, предназначенного для измерения различия в плотности, или в весе, данного объёма воздуха». Ныне мы этим термином называем прибор, служащий для измерения упругости (давления) газов в миллиметрах ртутного столба. Прибору же Герике Роберт Бойль, подробно его описавший, дал название «статического барометра», или «бароскопа», которое сохранено за ним и в наше время. Прибор этот, основанный на законе Архимеда, состоит из большого полого шара, уравновешенного при помощи коромысла весов гирькой малых размеров. В бароскопе Герике шар имел в диаметре около 3 метров. Он был впервые описан в письме Герике к Каспару Шотту в 1661 году.

### Водяной барометр
Ранее этого, около 1657 года, Герике устроил свой грандиозный водяной барометр. Во время пребывания в Регенсбурге в 1654 году он узнал (от одного монаха, Магнуса) об опытах Торричелли. Возможно, что это важное известие побудило его заняться тем же вопросом, а может быть он и самостоятельным путём пришёл к изобретению своего водяного барометра, устройство которого было тесно связано с его прежними пневматическими опытами. Как бы то ни было, прибор этот уже существовал в 1657 году, так как есть указания, что с этого именно времени наблюдалась зависимость его показаний от состояния погоды. Он состоял из длинной (в 20 магд. локтей) медной трубки, прикрепленной к наружной стенке трёхэтажного дома Герике. Нижний конец трубки был погружён в сосуд с водою, а верхний, дополненный стеклянной трубкой, был снабжён краном и мог быть соединён с воздушным насосом. При выкачивании воздуха вода поднялась в трубке до высоты 19 локтей; тогда кран был закрыт, и барометр разобщался с насосом. Вскоре при помощи этого прибора Герике нашёл, что атмосферное давление постоянно изменяется, почему он и назвал свой барометр словами Semper vivum. Потом, заметив соотношение между высотой воды в трубке и состоянием погоды, он назвал его Wettermännchen. Для большего эффекта на поверхности воды в стеклянной трубке был поплавок, имевший вид человеческой фигурки с протянутой рукой, которая указывала на таблицу с надписями, соответствующими различным состояниям погоды; вся же остальная часть прибора была нарочно замаскирована деревянной обшивкой. В своей книге Герике дал своему барометру название Anemoscopium. В 1660 году он привёл всех жителей Магдебурга в крайнее возмущение, предсказав сильную бурю за 2 часа до её начала.

### Изучение роли воздуха в процессе горения и передаче звука
Избрав предметом своих исследований воздух, Герике старался доказать опытным путём необходимость его соучастия в таких явлениях, как передача звука на расстояние и горение. Им был придуман известный опыт с колокольчиком под колпаком воздушного насоса, а в вопросе о горении он значительно опередил современных ему философов, имевших об этом явлении самые смутные представления. Так, например, Рене Декарт в 1644 году старался доказать путём рассуждения, что лампа может гореть в герметически закрытом пространстве сколько угодно долго.
Убедившись, что свеча не может гореть в резервуаре, из которого выкачан воздух, Герике доказал с помощью специально для этой цели устроенного прибора, что пламя пожирает воздух, то есть что некоторая часть воздуха (по его мнению, около 1/10) уничтожается горением. Вспомним, что в эту эпоху ещё никаких химических сведений не было, и о составе воздуха никто не имел ещё представления; неудивительно поэтому, что и Герике не мог объяснить факта поглощения части воздуха при горении и говорил только, что пламя портит воздух, потому что его свеча гасла в закрытом пространстве сравнительно скоро. Во всяком случае, он был гораздо ближе к истине, чем те химики XVII века, которые создали гипотезу флогистона.

### Изучение действия теплоты на воздух
Герике занимался также изучением действия теплоты на воздух, и хотя в устройство своего воздушного термометра он не внёс никаких существенных усовершенствований сравнительно с известными тогда приборами (носившими в его время в Италии название caloris mensor), тем не менее мы можем смело сказать, что он был первым по времени метеорологом. Не касаясь спорного и в сущности маловажного вопроса об изобретении термометра, которое чаще всего приписывается Галилею, но также и Дреббелю и врачу Санкториусу, отметим только, что первоначальная форма его была крайне несовершенна: во-первых, от того, что на показания прибора влияла не только температура, но и атмосферное давление, а во-вторых, вследствие отсутствия определённой единицы (градуса) для сравнения тепловых эффектов.

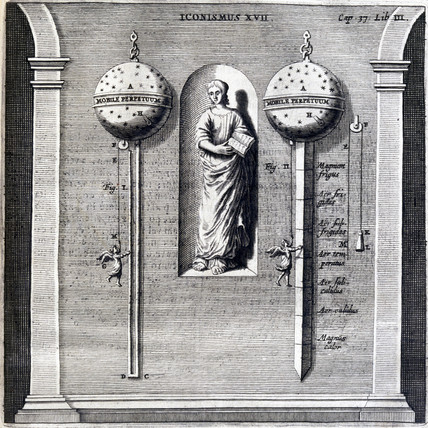
Термометр Герике. Иллюстрация из книги Otto von Guericke’s Experimenta Nova Magdeburgica

Термометр (воздушный) того времени состоял из резервуара с трубкой, погружённой открытым концом в сосуд с водою; уровень приподнятой в трубке воды изменялся, очевидно, в зависимости от температуры воздуха в резервуаре и от внешнего атмосферного давления. Странно, что и Герике, которому это последнее влияние должно было быть хорошо известным, не обращал на него внимания, по крайней мере в его термометре это влияние не устранено. Сам прибор, предназначенный исключительно для наблюдений изменения температуры наружного воздуха и потому подобно барометру помещённый на наружной стене дома, состоял из сифонной (металлической) трубки, наполненной приблизительно до половины спиртом; один конец трубки сообщался с большим шаром, содержащим воздух, другой был открыт и заключал поплавок, от которого шла нить через блок; на конце нити свободно качалась в воздухе деревянная фигурка, указывающая рукою на шкалу с 7 делениями. Все подробности прибора, кроме шара, на котором красовалась надпись Perpetuum mobile, фигурки и шкалы, были тоже закрыты досками. Крайние точки на шкале были отмечены словами: magnus frigus и magnus calor. Средняя черта имела особое значение, так сказать, климатическое: она должна была соответствовать той температуре воздуха, при которой в Магдебурге появляются первые осенние ночные морозы.
Отсюда можем заключить, что хотя первые попытки отметить 0° на шкале термометра принадлежал знаменитой в истории опытной физики Флорентийской академии (Del Cimento), но и Герике понимал, как важно и необходимо иметь на термометрической шкале хотя бы одну постоянную точку, и, как мы видим, пытался сделать в этом направлении новый шаг вперед, избрав для регулирования своего термометра произвольную черту, соответствующую первым осенним морозам.

### Изучение электричества

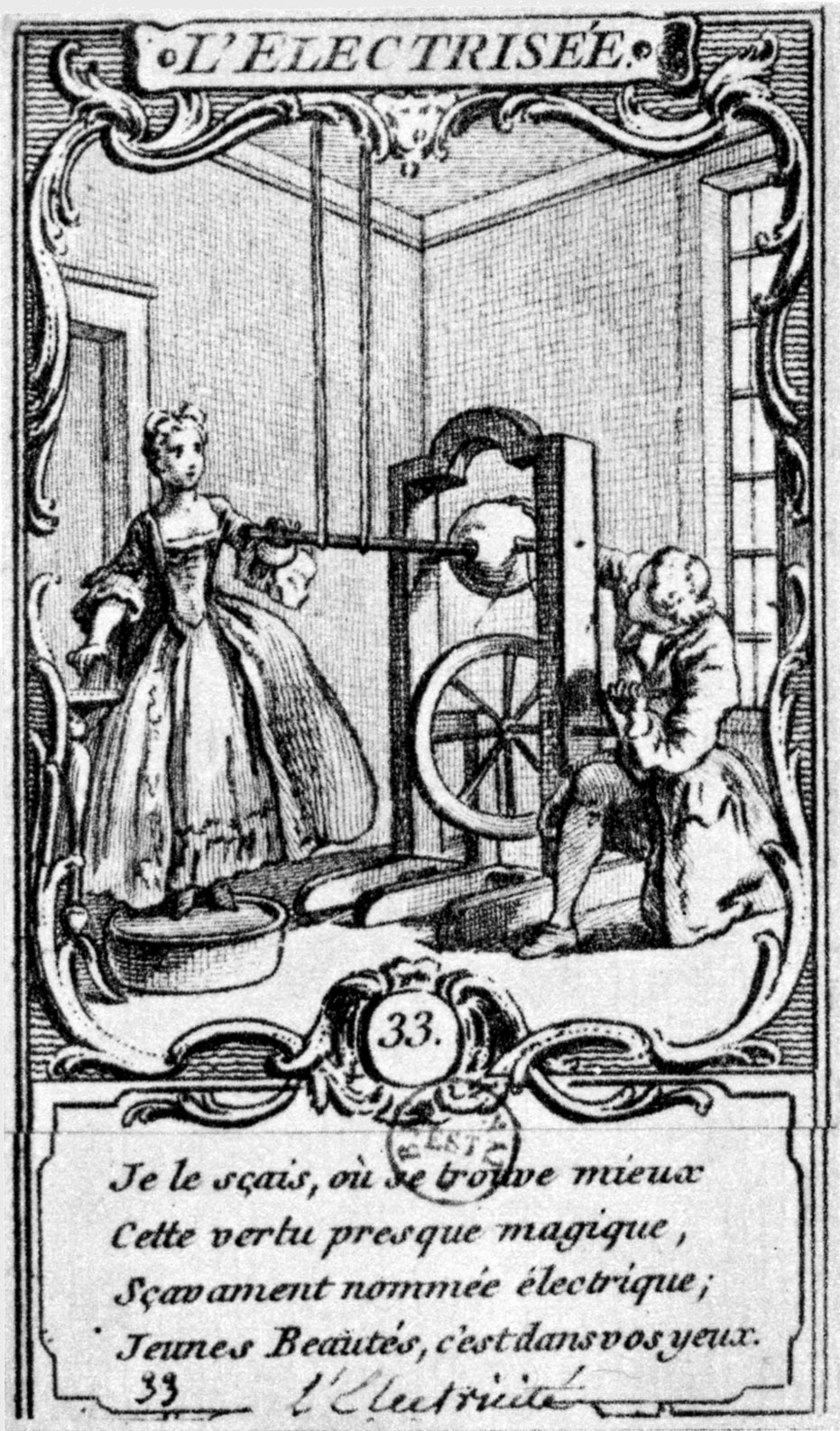
Гравюра 1750 года, демонстрирующая устройство для получение статического электричества

Переходим теперь к другой области физики, в которой имя Герике пользуется тоже вполне заслуженной известностью. Мы говорим об электричестве, которое в то время, призванное, так сказать, к жизни опытными исследованиями Гильберта, представляло в виде нескольких отрывочных фактов лишь ничтожный и никого не интересующий зародыш той грандиозной силы, которой суждено было завоевать внимание всего цивилизованного мира и опутать земной шар сетью своих проводников.
Отто фон Герике называют иногда только остроумным изобретателем физических приборов, стремящимся прославиться среди современников своими грандиозными опытами и мало заботящемся о прогрессе науки. Но Фердинанд Розенбергер (1845—1899) в своей «Истории физики» совершенно справедливо замечает, что такой упрёк лишён всякого основания, ибо Герике вовсе не имел исключительной цели удивлять публику. Он всегда руководился чисто научными интересами и выводил из своих опытов не фантастические идеи, а настоящие научные заключения. Лучшим доказательством этому служат его экспериментальные исследования явлений статического электричества, которыми в это время — повторяем — ещё мало кто интересовался.
Желая повторить и проверить опыты Гильберта, Герике изобрёл прибор для получения электрического состояния, который если и не может быть назван электрической машиной в настоящем значении этого слова, потому что в нём недоставало конденсатора для собирания электричества, развиваемого трением, то всё же послужил прототипом для всех поздних устраиваемых электрических открытий. Сюда прежде всего следует отнести открытие электрического отталкивания, которое было неизвестно Гильберту.
Для развития электрического состояния Герике приготовил довольно большой шар из серы, который при посредстве продетой насквозь оси приводился во вращение и натирался попросту сухой рукой. Наэлектризовав этот шар, Герике заметил, что притягиваемые шаром тела после прикосновения отталкиваются; затем он подметил ещё, что свободно носящаяся в воздухе пушинка, притянутая и вслед затем оттолкнутая от шара, притягивается другими телами. Герике доказал также, что электрическое состояние передается по нитке (льняной); но при этом, не зная ещё ничего об изоляторах, длину нитки он брал только в один локоть и мог придавать ей лишь вертикальное расположение. Он первый наблюдал на своем серном шаре электрическое свечение в темноте, но искры не получил; он слышал также «в серном шаре» слабый треск, когда подносил его близко к уху, но не знал, чему это приписать.

### Изучение магнетизма
В области магнетизма Герике сделано тоже несколько новых наблюдений. Он нашёл, что железные вертикальные прутья в оконных решётках намагничиваются сами собою, представляя вверху северные, а внизу южные полюсы, и показал, что можно слегка намагнитить железную полосу, расположив её в направлении меридиана и ударяя по ней молотком.

### Изыскания в области астрономии

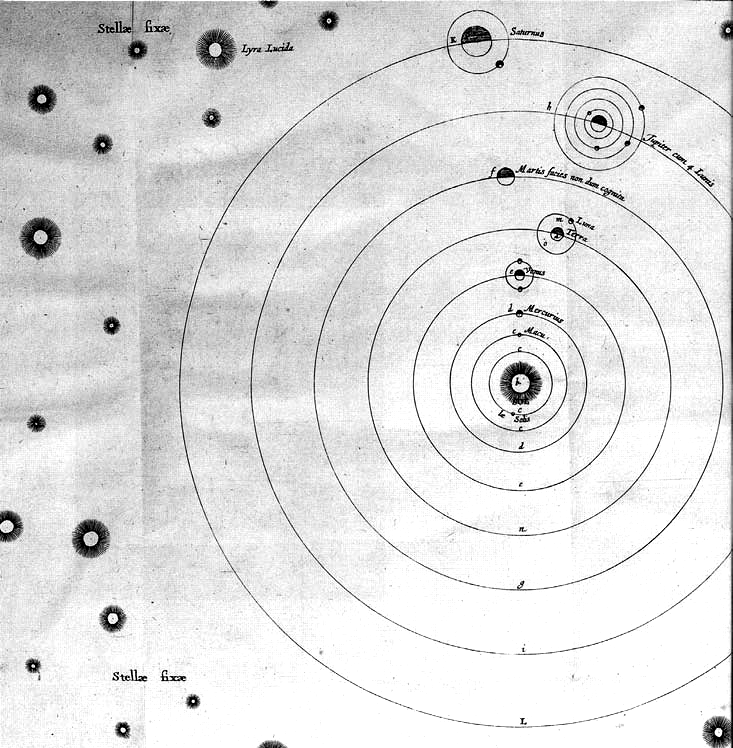
Строение Вселенной по Отто фон Герике

Также занимался астрономией. Был сторонником гелиоцентрической системы. Разработал свою космологическую систему, отличающуюся от системы Коперника предположением о наличии бесконечного пространства, в котором распределены неподвижные звёзды. Полагал, что космическое пространство является пустым, но между небесным телами действуют дальнодействующие силы, регулирующие их движение.
Немецкий физик Розенбергер, автор труда «История физики» так писал о Герике:
Герике, конечно, не был физиком, действовавшим по определённым нормам той или иной школы; но он был больше этого: обладал проницательным умом, верно схватывавшим потребности науки, будучи в то же время очень искусным экспериментатором и знающим математиком, с интересом к числу и мере… Рядом с Кеплером, он бесспорно величайший из немецких физиков XVII столетия…

## Память
В 1935 году Международный астрономический союз присвоил имя Герике кратеру на видимой стороне Луны.
В 1993 году был создан Университет Отто фон Герике в Магдебурге.

## Труды
- Guericke, Otto. Experimenta nova (ut vocantur) Magdeburgica de vacuo spatio, 1672. Имеется в «SICD Universities of Strasbourg — Digital old books».